# The Rolling Stones American Tour 1969
El American Tour 1969 (que al parecer no tiene nombre oficial) fue una muy publicada, escrita, grabada y filmada gira de conciertos que la banda británica The Rolling Stones realizó por los Estados Unidos en el mes de noviembre de 1969.

## Historia
Esta fue una gira como nunca se había visto en la banda británica. Lejos de los escenarios desde abril de 1967 y sobre todo de los estadounidenses, donde su último concierto lo realizaron en julio de 1966, se dieron cuenta de la necesidad de presentarse en directo después de tres años de ausencia en América. Los conciertos se realizaron en lugares de pequeño y mediano tamaño, donde el grito de las fanáticas en las arenas era desbordante, pero mucho más maduro y dispuesto a escuchar el alto sonido del sistema de amplificación (por primera vez se podía oír lo que estaban tocando). El tour se caracteriza por ser el debut del guitarrista Mick Taylor en los escenarios americanos después de reemplazar a Brian Jones poco antes de su muerte, en julio de ese mismo año.
El tour comenzó el 7 de noviembre en la Universidad Estatal de Colorado, y luego siguió recorriendo los Estados Unidos de oeste a este, a menudo haciendo dos espectáculos por noche. Los shows más conocidos son del 27 y 28 de noviembre en el Madison Square Garden de Nueva York. El último show regular fue el 30 de noviembre en el International Raceway en West Palm Beach (Florida).
La gira acabó el 6 de diciembre con el tristemente célebre Altamont Speedway Free Festival un macro-concierto gratuito donde también actuaron Santana, Jefferson Airplane, The Flying Burrito Brothers y Crosby, Stills, Nash and Young, recordado por sus graves actos violentos. En el concierto hubo un homicidio (en plena actuación de los Stones) y tres muertes accidentales.
Los Stones entraron al escenario y fueron anunciados como "The Greatest Rock and Roll Band in the World" (La mejor banda de Rock and roll del mundo), título con el que quedaron encantados y que se esfuerzan por mantener celosamente durante décadas. La mayor parte del material venía del álbum de 1968 Beggars Banquet y el recién lanzado y todavía no muy conocido Let It Bleed de 1969. La performance de los Stones después de años sin actuar se hacía familiar: Charlie Watts como un baterista profesional y ocasionales sonrisas irónicas, Bill Wyman con su aspecto casi fúnebre en el bajo, las guitarras de Mick Taylor y Keith Richards que interactúan y Mick Jagger que jugaba con sus bailes, movimientos y palabras delante de la audiencia. "Ah creo que se va reventar un botón en mi pantalón", se burla de la audiencia. "No quiero que mi pantalón se caiga ahora, ¿ya?"
Terry Reid, B. B. King (reemplazado en algunas fechas por Chuck Berry) y Ike and Tina Turner fueron actuaciones de apoyo.
El álbum en vivo de 1970 Get Yer Ya-Ya's Out! está basado en los shows del Madison Square Garden y el documental de 1970 Gimme Shelter de los hermanos Maysles contiene imágenes del show de Altamont y también algunas actuaciones del MSG.

## Músicos
- Mick Jagger - voz, armónica
- Keith Richards - guitarra, voces
- Mick Taylor - guitarra
- Bill Wyman - bajo
- Charlie Watts - batería

Músicos adicionales
- Ian Stewart - piano

## Set list
Esta fue la lista de canciones que constantemente tocaban:
1. Jumpin' Jack Flash
2. Carol
3. Sympathy for the Devil
4. Stray Cat Blues
5. Love in Vain
6. Prodigal Son
7. You Gotta Move
8. Under My Thumb
9. I'm Free
10. Midnight Rambler
11. Live with Me
12. Little Queenie
13. (I Can't Get No) Satisfaction
14. Honky Tonk Women
15. Street Fighting Man

Hubo algunos cambios en la lista por sustituciones y variaciones durante los viajes. Esta tendencia continuaría durante años, cantando menos canciones de la época que las que aún no se habían lanzado.

## Fechas
- 07/11/1969  Universidad Estatal - Fort Collins, CO
- 08/11/1969  The Forum - Los Ángeles, CA (2 shows)
- 09/11/1969  Alameda Co. Coliseum - Oakland, CA (2 shows)
- 10/11/1969  San Diego Sports Arena - San Diego, CA
- 11/11/1969  Coliseum - Phoenix, AZ
- 13/11/1969  Moody Coliseum - Dallas, TX
- 14/11/1969  University Coliseum - Auburn, AL (2 shows)
- 15/11/1969  Assembly Hall - University of Illinois, Champaign, IL (2 shows)
- 16/11/1969  International Amphitheater - Chicago, IL (2 shows)
- 24/11/1969  Olympia Stadium - Detroit, MI
- 25/11/1969  The Spectrum - Filadelfia, PA
- 26/11/1969  Civic Center - Baltimore, MD
- 27/11/1969  Madison Square Garden - Nueva York, NY
- 28/11/1969  Madison Square Garden - Nueva York, NY(2 shows)
- 29/11/1969  Boston Garden - Boston, MA (2 shows)
- 30/11/1969  'Miami Pop Festival' - International Raceway, West Palm Beach, FL
- 06/12/1969  Altamont Free Concert - Altamont Speedway, Livermore, CA